# Zamkowa Góra (Góry Wałbrzyskie)
Zamkowa Góra (niem. Schlossberg, Schloss-Berg, 618 m n.p.m.) – szczyt w Sudetach Środkowych, w Górach Wałbrzyskich na terenie Wałbrzycha, w dzielnicy Glinik.
Szczyt położony jest w południowo-wschodniej części Gór Wałbrzyskich, w masywie Rybnickiego Grzbietu, na południe od dzielnicy Wałbrzycha Podgórze. Poniżej szczytu po północno-zachodniej stronie płynie Pełcznica.
Jest to wzniesienie zbudowane ze skał wylewnych – permskich melafirów, w kształcie stożka o stromych zboczach z wyraźnie zaznaczoną płaską powierzchnią szczytową.
Na szczycie znajdują się ruiny średniowiecznego zamku obronnego Nowy Dwór.
Wzniesienie w całości jest porośnięte lasem bukowym regla dolnego.
Szczyt położony jest na obszarze Parku Krajobrazowego Sudetów Wałbrzyskich.

## Turystyka
Przez szczyt prowadzi szlak turystyczny:
 – żółty z Wałbrzycha do Jedliny.